# Леблан, Ромео
Ромео-Адриен Леблан (фр. Roméo-Adrien LeBlanc; 18 декабря 1927, Мемрамкук, Нью-Брансуик, Канада — 24 июня 2009, Гранд-Диг, Нью-Брансуик, Канада) — канадский политический деятель, генерал-губернатор Канады (1995—1999).

## Биография
Окончил педагогический колледж в Нью-Брансуике (1959).
Работал во французской редакции «Радио Канада».
С 1960 г. — на государственной службе.
Являлся пресс-секретарём премьер-министров Лестера Пирсона и Пьера Трюдо.
В 1972 г. был избран в Палату общин Канады от Либеральной партии Канады.
В 1974—1982 гг. — Министр рыболовства Канады (за исключением перерыва в 1979—1980 годах, когда этот пост занимал Джеймс Макграт). На этом посту стал инициатором установления 200-мильной промысловой зоны.
В 1982—1984 гг. — Министр общественных работ.
С 1984 г. — член Сената. В 1993—1994 гг. — спикер Сената.
В 1995—1999 гг. — Генерал-губернатор Канады.
Учредил премии генерал-губернатора в сферах культуры и исторической науки. За годы генерал-губернаторства много ездил по стране, побывав даже в самых небольших и отдалённых населённых пунктах. При нём были внесены три поправки в канадскую Конституцию. Активно участвовал в официальных мероприятиях, принимал официальных гостей: королеву Елизавету II, президента США Билла Клинтона, короля Иордании Абдаллу II и других.
Критика Леблана была связана с его излишней политической ангажированностью Либеральной партией, например, его сын до 1997 г. работал в канцелярии премьер-министра, а затем баллотировался от этой партии в Палату общин, а также в излишней «простоте» относительно занимаемой должности.
С 1999 г. — в отставке.
Выйдя в отставку, Леблан вернулся в Нью-Брансуик, где и жил последние годы.